# Aenictus mocsaryi
Aenictus mocsaryi är en myrart som beskrevs av Carlo Emery 1901. Aenictus mocsaryi ingår i släktet Aenictus och familjen myror. Inga underarter finns listade i Catalogue of Life.